# Hyacinthe Hervouët de La Robrie
Hyacinthe Louis Ferdinand Hervouët de La Robrie, né le 27 septembre 1771 à Saint-Colomban et mort le 30 octobre 1832 à Saint-Colomban, est un militaire français et un officier royaliste de la guerre de Vendée.

## Biographie
Hyacinthe Hervouët de La Robrie naît le 27 septembre 1771, à Saint-Colomban. Il est le fils de Julie Texier de La Garnerie et de Pierre Hervouët, seigneur de La Résinière et de La Robrie, officier au régiment Royal des Vaisseaux. Il épouse Flore Levaulle de La Rabatelière, fille de  Clair Marie Le Vaulle, sieur de La Rabatelière, avocat à la Cour, et de Flore Françoise de La Ville.
À partir de mars 1793, il prend part à la guerre de Vendée avec ses deux frères : Prudent et Joseph. Lors de ce conflit, leurs parents sont arrêtés à Corcoué-sur-Logne le 7 novembre 1793, puis guillotinés à Nantes.
En décembre 1793, peu avant la bataille de Bouin, Hyacinthe de La Robrie s'embarque pour l'île de Noirmoutier sur ordre de Charette afin de ramener des munitions pour ses troupes. Cependant à son retour, La Robrie trouve la route barrée par les républicains qui emportent l'île de Bouin d'assaut. Désormais bloqué à Noirmoutier, il commande les troupes du village de Barbâtre. Lorsqu'en janvier 1794, les républicains reprennent Noirmoutier, La Robrie tente de s'opposer à la capitulation, puis demeure caché pendant plusieurs jours dans les marais de l'Épine. Il échappe de justesse au massacre et parvient à quitter l'île. Il rejoint Charette au Val de Morière, près de Touvois, le 16 janvier 1794.
Vers mai 1794, Charette nomme La Robrie major-général de l'Armée catholique et royale du Bas-Poitou et du Pays de Retz. Fin septembre 1794, il est placé à la tête de la division de Saint-Philbert-de-Grand-Lieu. Il succède alors à Couëtus, le général en second de l'armée.
Le 23 février 1796, Hyacinthe Hervouët de La Robrie, les frères Guérin et plusieurs cavaliers se rendent à Vieillevigne et font leur soumission à la République. Ils donnent également plusieurs renseignements sur Charette,. Certains royalistes, comme Auvynet ou Le Bouvier-Desmortiers, accusent par la suite La Robrie de trahison. Il est cependant innoncenté par une commission d'enquête lors de la Restauration,.
En 1832, il prend part à l'insurrection de la duchesse de Berry. Il participe notamment au combat du Chêne.
Proscrit, il trouve la mort à Saint-Colomban le 30 octobre 1832.